# Бакур I
Бакур (арм. Բակուր, реже Пакор) — царь Великой Армении (161—163) из династии Аршакидов.
Бакур взошёл на трон при помощи парфянского царя Вологеза III, после свержения римского ставленника Сохэмоса в 161 году. Про правление Бакура известно очень мало. После его возведения на трон Рим начал войну против Армении и Парфии. Летом 163 года римские войска вступили в Армению, разрушили её столицу Арташат и пленили Бакура. Римляне попытались превратить Армению в римскую провинцию, однако их планам помешало восстание армянского князя Трдата. Император Марк Аврелий возвратил армянский трон Сохэмосу. Сам Бакур со своим братом, Миhрдатом (арм. Միհրդատ) был увезен в Рим. Формально сохранив титул «царя Армении» он считался претендентом на армянский трон.